# جيمس بي هيرون
جيمس بي هيرون (بالإنجليزية: James Patrick Herron)‏ هو لاعب كرة قدم أمريكية ومحامي أمريكي، ولد في 12 أغسطس 1894 في نيو كنسينغتون في الولايات المتحدة، وتوفي في 20 ديسمبر 1967 في مونونغاهيلا في الولايات المتحدة.